# 야생형

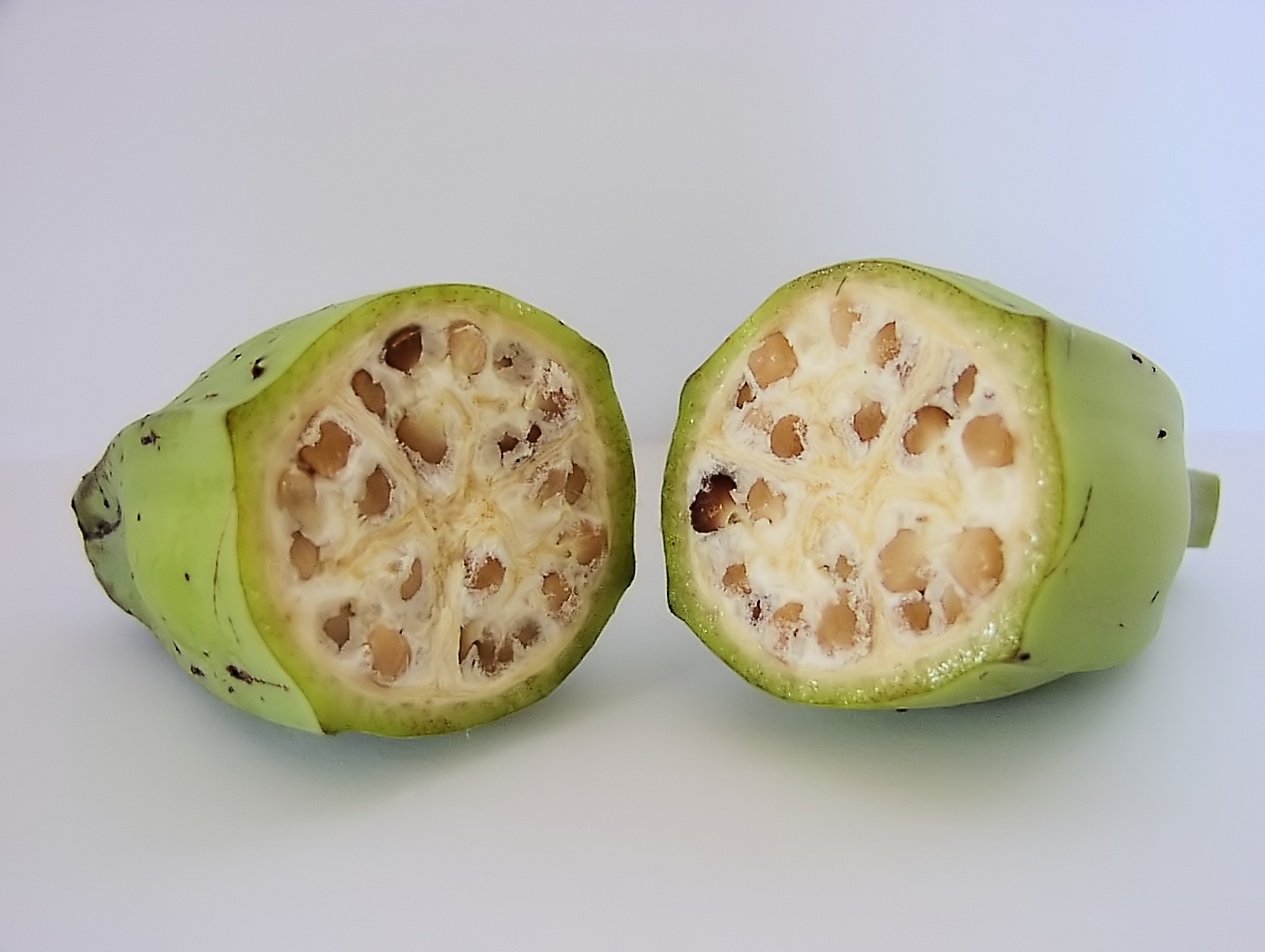
일반적인 식용 바나나와는 달리 야생형 바나나에는 크고 단단한 씨앗이 많이 들어 있다.

야생형(野生型, 영어: wild type, WT)은 자연에 존재하는 생물종에서 발견되는 전형적인 형태의 표현형이다. 원래 야생형은 비표준 "돌연변이" 대립유전자에 의해 생성된 산물과 대조적으로 유전자자리에서 표준 "정상" 대립유전자의 산물로 개념화되었다. "돌연변이" 대립유전자는 매우 다양할 수 있으며, 개체군 내에서 유전적 변화가 일어나면 야생형이 될 수도 있다. 유전자 지도 작성 기술의 지속적인 발전은 돌연변이가 어떻게 일어나고 표현형을 변경하기 위해 다른 유전자와 어떻게 상호작용하는지에 대한 더 나은 이해를 도왔다. 이제 대부분의 또는 모든 유전자자리가 생물종의 지리적 범위에 걸쳐 다양한 빈도로 다양한 대립유전자 형태로 존재하며 균일한 야생형은 존재하지 않는 것으로 인정된다. 그러나 일반적으로 가장 널리 퍼져 있는 대립유전자(즉, 유전자 빈도가 가장 높은 대립유전자)는 야생형으로 간주되는 대립유전자이다.
야생형의 개념은 노랑초파리(Drosophila melanogaster)와 같은 일부 실험 동물에서 유용하다. 여기서 눈 색깔이나 날개 모양과 같은 특징에 대한 표준적인 표현형은 "흰색 눈" 또는 "흔적 날개"와 같은 독특한 표현형을 만드는 특정 돌연변이에 의해 바뀌는 것으로 알려져 있다. 야생형 대립유전자는 위 첨자 "+"로 표시된다. 예를 들어 붉은 눈은 w+, 완전한 크기의 날개는 vg+로 표시된다. 이러한 형질 이면의 유전자를 조작함으로써 생물이 어떻게 형성되고 개체군 내에서 형질이 어떻게 변이가 일어나는지에 대한 이해가 가능해졌다. 야생형 대립유전자의 조작을 포함하는 연구는 질병 퇴치 및 상업적인 식품 생산을 포함한 많은 분야에서 활용된다.

## 의학적 활용
야생형과 비교한 돌연변이 표현형에 대한 유전자 서열과 이러한 유전자가 유전자 발현에서 상호작용하는 방식은 많은 연구에서의 연구 주제이다. 이러한 과정에 대한 더 나은 이해는 헤르페스 바이러스 감염과 같이 현재 치료가 불가능한 질병을 예방하고 치료하는 방법을 제시할 수 있도록 할 수 있다. 이러한 분야에서 유망한 연구의 한 예는 야생형 돌연변이와 특정 유형의 폐암 사이의 연관성을 조사한 연구이다. 새로운 백신을 개발하기 위해 바이러스의 특정 야생형 형질을 조작하는 연구도 진행되고 있다. 이러한 연구는 에볼라 바이러스 및 인간면역결핍 바이러스(HIV)와 같은 치명적인 바이러스를 퇴치하는 새로운 방법으로 이어질 수 있다. 야생형 돌연변이를 이용한 연구도 인간을 감염시킬 가능성이 있는 유해한 바이러스를 식별하기 위해 바이러스가 종 사이에서 어떻게 전환되는지를 알아내기 위해 수행되고 있다.

## 상업적 활용
가장 유익한 형질을 강화하기 위한 선택 교배는 농업이 발달하는 데 기여했으며, 이는 작물로 이용되는 식물과 동물을 더 크고 질병에 더 잘 견디도록 하는 진화 과정을 촉진시켰다. 유전자 조작은 이보다 더 나간 방법이다. 식물의 유전자 변형은 더 많은 작물 생산을 유도할 뿐만 아니라 더 많은 영양가가 있는 산물을 만들어 고립된 개체군이 그렇지 않으면 이용할 수 없는 필수적인 비타민과 무기염류를 얻을 수 있도록 한다. 이러한 야생형 돌연변이의 활용은 극도로 건조한 환경에서도 식물이 자랄 수 있도록 하여 지구 상의 다양한 환경에서 서식할 수 있게 만들었다. 이러한 유전자에 대해 더 많이 이해할수록 농업은 계속해서 증가하는 인구를 유지하는 데 도움이 되는 효율적인 과정이 될 것이다. 유리한 유전자의 증폭은 개체군에서 가장 좋은 형질이 정상 형질보다 훨씬 더 높은 비율로 존재할 수 있도록 했지만, 이러한 실험은 일부 윤리적 논쟁의 주제였다. 이러한 변화는 특정 식물과 동물을 그들의 조상 가계와 비교했을 때 거의 알아볼 수 없는 이유이기도 하다.

## 같이 보기
- 유전자형
- 표현형
- 작물 야생 근연종